# 法相辞典
《法相辞典》，由朱芾煌居士于1934年至1937年，耗时30个月编纂而成，于1939年由商务印书馆正式出版，收录条目一万四千多个，300多万字。
由于年限的关系，该辞典版权已经处于公有领域。目前上海佛学书局，仍有该辞典流通。